# Xã Claybanks, Michigan
Xã Claybanks (tiếng Anh: Claybanks Township) là một xã thuộc quận Oceana, tiểu bang Michigan, Hoa Kỳ. Năm 2010, dân số của xã này là 777 người.